# Cacuia
Cacuia és un barri de la Zona Nord del municipi de Rio de Janeiro, en Brasil.
El seu IDH, l'any 2000, era de 0,859, el 43 millor del municipi de Rio.
El seu nom és derivat de la Llengua tupí de seus antics habitants i significa "maorro de cuia", de ka'a (morro) i kuî (got de veure).

## Història
En el segle xix va existir la Fazenda de São Sebãstiao amb activitats de explotació de mariscs i d'extracció de grava. La seva propietària, la vídua Amaral va vendre el 1871 a la Marina i l'àrea es va convertir en zona militar. En l'època del president Floriano Peixoto va tenir lloc una revolta de l'Armada, el 1893, embolicant els almiralls rebels Custódio e Saldanha, el capità Negreiros i el general florianista Silva Teles, mort en l'intent d'assalt de l'antiga escola de mariners.
El barri queda localitzat en l'àrea cèntrica de l'Illa del Governador i, allà s'hi situen l'escola de samba Uniao da Illa, el Cemitério do Cacuia, l'Església Universal del Regne de Déu, a més del famós Rellotge de Cacuia. Limita amb els barris Cocotá, Jardim Guanabara, Jardim Carioca, Praia da Bandeira, Pitangueiras, Zumbi i Ribeira.
Cacuia és un dels barris més ocupats de l'Illa del Governador, sent la Carretera del Cacuia una de les principals vies de l'illa.